# كهنوج دامنة (ده كردي)
کهنوج دامنة (بالفارسية: کهنوج دامنه) هي قرية تقع في إيران في البلدة المركزية. يقدر عدد سكانها بـ 17 نسمة .